# تپه علی‌آباد مهرک
تپه علی‌آباد مهرک مربوط به سدهٔ ۷ تا ۱۰ قمری است و در شهرستان زیرکوه، ۳ کیلومتری غرب روستای مهرک واقع شده و این اثر در تاریخ ۲۷ آبان ۱۳۸۵ با شمارهٔ ثبت ۱۶۴۵۷ به‌عنوان یکی از آثار ملی ایران به ثبت رسیده است.